# Gwijde I van Auvergne
Gwijde I van Auvergne (overleden rond 989) was van 963 tot aan zijn dood graaf van Auvergne.

## Levensloop
Gwijde I was een zoon van burggraaf Robert II van Clermont. De naam en afkomst van zijn moeder werden niet overgeleverd.
Na de dood van zijn oudere broer Robert III werd Gwijde omstreeks 962 burggraaf van Clermont. Hij profiteerde van het machtsvacuüm in Auvergne dat ontstaan was na de dood van hertog Willem III van Aquitanië in 963 om zich tot graaf van het gebied uit te roepen. In 980 schonk hij een donatie aan de Abdij van Cluny.
Gwijde was gehuwd met ene Aucelende of Ausenda. Hij overleed vermoedelijk in het jaar 989, zonder nakomelingen, en werd als graaf van Auvergne opgevolgd door zijn jongere broer Willem IV. Volgens sommige bronnen stierf hij al in 985, toen hij bij een aanval op de stad Mende, een van de residenties van aartsbisschop van Gévaudan Aldebert III de Tournel, voor de stadspoorten dodelijk getroffen werd door een lans.